# La Dame de la mer
La Dame de la mer est une pièce de théâtre en 5 actes d'Henrik Ibsen publiée en 1888 et créée le 12 février 1889 au Christiana Theater.
Lugné-Poe créa la pièce en France le 16 décembre 1892 au Cercle des Escholiers.

## Personnages
- Docteur Wangel
- Ellida Wangel, sa seconde épouse
- Bolette Wangel, fille de son premier mariage
- Hilde Wangel, fille de son premier mariage
- Arnholm, l'ancien précepteur de Bolette et ancien prétendant d'Ellida
- Lyngstrand
- Ballested
- un étranger
- des jeunes gens
- des touristes
- des estivants

## Mises en scène en France
- 1892 : mise en scène Lugné-Poe, Cercle des Escholiers[1]
- 1964 : mise en scène Sacha Pitoëff, Théâtre de l'Œuvre[2]
- 1977 : mise en scène Jean-Louis Thamin, Nouveau Carré Silvia Monfort[3]

- 2012 : mise en scène Claude Baqué, Théâtre des Bouffes du Nord[4]
- 2013 : mise en scène Jean-Romain Vesperini, Théâtre Montparnasse[5],[6]
- 2013 : mise en scène Omar Porras, Teatro Malandro, création Théâtre de Carouge-Atelier[7],[8]
- 2014 : mise en scène Thomas Simet, maison des œuvres Saint-Martin[9]
- 2023 : mise en scène Géraldine Martineau, Comédie-Française, Théâtre du Vieux-Colombier[10]

## Dans la culture
- 2013 : Le Temps de l'aventure de Jérôme Bonnell - la pièce est le MacGuffin du film